# 小山良秀
小山 良秀（おやま よしひで、寛永2年（1625年） － 延宝3年10月2日（1675年11月18日））は、江戸時代前期の赤穂藩浅野氏の家臣。通称は喜右衛門。養子に小山良師。
長兄大石良欽（1500石筆頭家老）・次兄大石良重（450石家老）とともに浅野長直・浅野長友の2代にわたり赤穂藩に仕え、良秀には300石が支給された。延宝3年（1675年）に京都において没している。享年51。京都妙心寺の幡桃院に葬られた。芳名は峰清院岐春道居士。
子がなかったが、良秀の死後に長兄の大石良欽の三男・良師が養子に入って家督を継ぐことが認められた。